# Dittelsheim-Heßloch
Dittelsheim-Heßloch – miejscowość i gmina w Niemczech, w kraju związkowym Nadrenia-Palatynat, w powiecie Alzey-Worms, wchodzi w skład gminy związkowej Wonnegau. Do 30 czerwca 2014 wchodziła w skład gminy związkowej Westhofen.